# 五西月村
五西月村（さしきむら）は、和歌山県有田郡にあった村。現在の有田川町の北西部、国道424号の沿線にあたる。

## 地理
- 山岳：黒沢山
- 河川：五名谷川、早月谷川

## 歴史
- 1889年（明治22年）4月1日 - 町村制の施行により、青田村・有原村・大西村・大薗村・小原村・冬村・沼田村・本堂村・中嶺村・中村・瀬井村・彦ヶ瀬村・尾上村・西ヶ峯村および延坂村の大部分（飛地を除く）の区域をもって発足。
- 1955年（昭和30年）4月1日 - 石垣村・鳥屋城村と合併して金屋町が発足。同日五西月村廃止。